# ON THE ROAD 2015-2016 旅するソングライター "Journey of a Songwriter"
『ON THE ROAD 2015-2016 旅するソングライター "Journey of a Songwriter"』（オン・ザ・ロード 2015-2016 たびするソングライター "ジャーニー・オブ・ア・ソングライター"）は、2018年4月25日に、映像作品『ON THE ROAD 2015-2016 "Journey of a Songwriter"』と同時に発売された、浜田省吾10作目の映像作品。

## 概要
前作『ON THE ROAD 2011 "The Last Weekend』から5年半ぶりとなる映像作品で、2018年2月に全国の映画館で劇場公開された浜田初の音楽映画『SHOGO HAMADA ON THE ROAD 2015-2016 旅するソングライター “Journey of a Songwriter”』をパッケージ化した作品となっている。
2015年ホールツアー・2016年アリーナツアーに特別映像を加えた迫力ある映像作品を、Blu-ray・DVDでも映画館と同じ音響効果で観賞が出来る。

## 収録曲
1. 永遠のワルツ (Instrumental)
2. 光の糸
3. 旅するソングライター
4. マグノリアの小径
5. 美しい一夜
6. サンシャイン・クリスマスソング
7. 夢のつづき
8. きっと明日
9. 夜はこれから
10. 丘の上の愛
11. ラストショー
12. DJお願い!
13. バックシートラブ
14. 今夜こそ
15. 終りなき疾走
16. アジアの風 青空 祈り part-1 風
17. アジアの風 青空 祈り part-2 青空
18. アジアの風 青空 祈り part-3 祈り
19. ON THE ROAD
20. J.BOY
21. こんな夜は I MISS YOU
22. I am a father
23. 家路